# Felipe Ponce
Felipe Ponce Urzúa (n. 19 de mayo de 1985, Santiago de Chile) es un actor de cine, teatro y televisión chilena.
Participó en dos superproducciones de época dirigidas por Vicente Sabatini para Chilevisión: Manuel Rodríguez (2010), en la que interpretó al esclavo Segundo,  y La Doña (2011), donde dio vida al joven criollo Martín Ximenez de Mendoza.

## Filmografía

### Teleseries
| Año  | Título                | Papel                     | Canal       |
| ---- | --------------------- | ------------------------- | ----------- |
| 2010 | Manuel Rodríguez      | Segundo                   | Chilevisión |
| 2011 | La Doña               | Martín Ximénez de Mendoza | Chilevisión |
| 2013 | Secretos en el Jardín | Claudio Jaramillo         | Canal 13    |
| 2013 | Mamá Mechona          | Simón                     | Canal 13    |

### Series de televisión
- Casado con hijos (Mega, 2007) - Juan Alonso
- Los siete pecados capitales (Chilevisión, 2008)
- El diario secreto de una profesional (Televisión Nacional de Chile, 2012) - Sergio